# Williamstown Turloughs SAC
Williamstown Turloughs SAC este o arie protejată (arie specială de conservare — SAC, sit de importanță comunitară — SCI) din Irlanda întinsă pe o suprafață de 232,64 ha, integral pe uscat.

## Localizare
Centrul sitului Williamstown Turloughs SAC este situat la coordonatele 53°39′43″N 8°39′01″W / 53.661862°N 8.650237°V.

## Înființare
Situl Williamstown Turloughs SAC a fost declarat sit de importanță comunitară în martie 2003 pentru a proteja 11 specii de animale. Situl a fost protejat și ca arie specială de conservare în noiembrie 2017.

## Biodiversitate
Situată în ecoregiunea atlantică, aria protejată conține 1 habitat natural: Turlough.
La baza desemnării sitului se află mai multe specii protejate de  păsări (11): rață pitică (Anas crecca), rață fluierătoare (Anas penelope), rața moțată (Aythya fuligula), fugaci de țărm (Calidris alpina), prundaș gulerat mare (Charadrius hiaticula), lebădă de iarnă (Cygnus cygnus), becațină comună (Gallinago gallinago), culic mare (Numenius arquata), ploier auriu (Pluvialis apricaria), fluierarul cu picioare roșii (Tringa totanus), nagâț (Vanellus vanellus).
Pe lângă speciile protejate, pe teritoriul sitului au mai fost identificate 1 specie de plante.